# Antiquark b
L'antiquark b (fons) és un antiquark de tercera generació, semblant a un antiquark d, però més pesant i inestable. És l'antipartícula del quark b, amb el qual es pot aniquilar, generant radiació gamma.
Són un dels possibles constituents dels mesons B. Es considera que les partícules amb un antiquark b tenen un sabor b d'una unitat positiva.